# Jan-Olov Kinnvall
Jan-Olov Kindvall (8 maggio 1960) è un ex calciatore svedese, di ruolo centrocampista.

## Palmarès

### Competizioni nazionali
- Campionato svedese: 1

Malmö: 1977
- Coppa di Svezia: 2

Malmö: 1978, 1980

### Competizioni internazionali
- Coppa Piano Karl Rappan: 2

Malmö: 1978, 1980